# Kelly Chiavaro
Kelly Chiavaro (Saint-Eustache, 3 de julho de 1996) é uma futebolista italiana, nascida no Canadá, que atua como goleira. Atualmente, está sem clube.

## Vida pessoal
Filha de Antonio Chiavaro e Nathalie Lalonde, é de origem italiana — seu avô paterno imigrou de Campobasso, em Molise, na Itália para os Estados Unidos. Graduou-se em Ciências Psicológicas e do Cérebro.
É casada com a futebolista argentina Sole Jaimes. Elas são mães de Aurora, que nasceu em 25 de janeiro de 2024.

## Carreira
Em 2016, ingressou no Colgate Raiders — equipe da Colgate University, em Hamilton, Nova Iorque. Antes do segundo semestre de 2020–21, assinou contrato com o clube israelense Maccabi Emek Hefer.
Em 2021, assinou com o S.S.D. Napoli, equipe feminina da primeira divisão italiana.
Em 4 de julho de 2022, foi anunciada pelo Flamengo.
Em 13 de abril de 2023 — com pouco espaço na equipe Rubro-Negra, com apenas uma partida, em 2022 — foi anunciada pelo Botafogo como reforço para a disputa do Séria A2 do Brasileiro Feminino. O contrato assinado entre a jogadora e o clube é válido até junho de 2023, mas poderá ser prorrogado.
Em janeiro de 2024, acertou com o Santos. Atuou em 12 partidas pelo clube, no qual deixou em janeiro de 2025, relatando casos de agressão verbal e abusos.

## Títulos
Fonte: 
Flamengo
- Brasil Ladies Cup: 2022

### Campanhas de destaque
Flamengo
- Campeonato Carioca: 2022 (vice-campeã)
- Supercopa do Brasil: 2023 (vice-campeã)